# 67 Piscium
67 Piscium, eller k Piscium, är en vit underjätte som ligger i Fiskarnas stjärnbild.
67 Piscium har visuell magnitud +6,10 och är svagt synlig för blotta ögat vid mycket god seeing. Stjärnan befinner sig på ett avstånd av ungefär 355 ljusår.